# Adrian Suka
Adrian Suka ou Ardian Sukaj (né le 7 août 1967 à Durrës), est un footballeur international albanais. Réfugié en France en 1991, il y poursuit sa carrière de joueur puis d'entraîneur.

## Biographie
Milieu de terrain, il est formé au Dinamo Tirana, avec lequel il dispute la Coupe des Clubs Champions 1986-1987. Il compte également 12 sélections en équipe nationale, mais une seule officielle. En mars 1991, avec sept de ses coéquipiers, il profite du déplacement de son équipe nationale en France, dans le cadre des éliminatoires de l'Euro 92, pour fuir l'Albanie communiste. Il intègre alors un foyer de réfugiés à Nantes.
Le Football Club Saint-Lô Manche, club de D3, le recrute dès la saison suivante. Il y marque 19 buts. Il signe ensuite au Stade lavallois, où il ne dispute que 16 matches lors de l'exercice 1992-1993, le plus souvent comme remplaçant. Le 2 juin 1993, deux ans et deux mois après sa dernière sélection, il retrouve l'équipe d'Albanie pour jouer contre le Danemark, champion d'Europe, en éliminatoires de la Coupe du Monde 1994. Avec le Stade lavallois il est demi-finaliste de la Coupe de France face au PSG le 6 juin 1993.
Il s'ensuit une saison au Saint-Denis Saint-Leu football club puis une autre à l'AS Cherbourg. En 1995, il rejoint l'Entente Sannois Saint-Gratien, où il est par ailleurs jardinier du SIVOM. Il y évolue comme joueur jusqu'en 2003, année de la montée du club val-d'oisien en National. En juillet 2006, il obtient le BEES 2e degré. Il devient alors entraîneur de la réserve, jusqu'en 2009, où il prend la succession de Kamel Djabour en tant qu'entraîneur de l'équipe première, après la relégation de l'Entente en CFA. Il reste alors deux saisons à la tête de l'équipe fanion, qui termine 14e sur 19 la première année puis 12e sur 17 la seconde. Il est écarté en juin 2011. Un terrain annexe du Stade Michel-Hidalgo porte par ailleurs son nom. En juin 2014, il est nommé entraîneur de l'équipe première du FC Saint-Brice (95) qui évolue en DSR.